# Euchromia lethe
Euchromia lethe là một loài bướm đêm thuộc phân họ Arctiinae, họ Erebidae.